# Колдун
Колду́н, также волше́бник, чароде́й, веду́н, маг (греч. μάγος), первоначально заклина́тель, загова́риватель — человек, практикующий волшебство (колдовство, магию) для воздействия на людей или природу либо для получения знания или мудрости посредством сверхъестественных явлений. По некоторым представлениям, он обладает особыми сверхъестественными силами от рождения либо вследствие договора с нечистой силой.
Женщину, занимающуюся волшебством, называют волше́бницей, колду́ньей, чароде́йкой, веду́ньей или ве́дьмой. Согласно судебным документам XV—XVIII веков, во время так называемой «охоты на ведьм» колдунов, как и ведьм, преследовали и казнили, в том числе сжигали на кострах. Это происходило как в Западной Европе, так и в Русском государстве.

## Этимология
Некоторые исследователи предполагают, что в слове «колдун» тот же корень, что и в слове «Коляда». Первоначальное значение слова колдун (заклинатель, заговариватель) сближает его со словом врач (заговаривающий, волшебник). Слово ведун (ведающий, то есть «знающий», одарённый сверхъестественной мудростью человек) первоначально обозначало жрецов и священнослужителей древнего язычества, однако впоследствии так стали называть всех колдунов, то есть таинственных, преимущественно направленных ко злу, по мнению христиан, людей.

## Колдуны в славянской мифологии
Образ колдуна известен, в основном, в восточно- и западно-славянской демонологии. На Русском Севере, где представления о ведьме слабы, колдун исполняет большинство её функций. В южных районах России, в Белоруссии и особенно на Украине колдун и ведьма часто являются взаимозаменяемыми персонажами, обладающими примерно одинаковым набором функций. В Карпатах этот персонаж часто распадается на ряд дробных образов, в зависимости от рода деятельности. В западно-славянской традиции, где занятие колдовством приписывалось прежде всего ведьме, образ колдуна развит в меньшей степени, чем у восточных славян. У южных славян образ колдуна тоже сформирован слабо, поскольку представления о занятиях магией и колдовством соотносятся либо с женскими персонажами типа вештицы, магьосницы, либо с овчарами и другими «знающими».
Образ колдуна у восточных славян формировался под влиянием представлений о волхвах — древнерусских языческих жрецах, осуществлявших богослужения, жертвоприношения и якобы умевших заклинать стихии и прорицать будущее. Слово волхв родственно ст.-слав. влъснѫти «говорить сбивчиво, неясно», из чего следует, что волхвы выполняли роль прорицателей и лекарей, главным средством магической практики которых было слово.
Колдуны могут быть оборотнями. Из «Повести временных лет» известно, что князя Всеслава Полоцкого мать родила от волхования и волхвы навязали ему на голову науз (волшебный узел), наделив его способностями к оборотничеству.
По некоторым представлениям, с приближением смерти колдуна нечистая сила мучит его, не давая умереть, пока он не передаст своих способностей наследникам. Смерть и похороны колдуна сопровождаются бурей, вихрем, непогодой. После смерти колдуна следует вбить в его труп осиновый кол, чтобы он не стал упырём.

### Посвящение
Посвящение происходило в полночь в бане. Там будущий колдун отрекался от Бога (снимали крест, клали его под пятку, произносили приговоры; в момент наделения колдовскими способностями в бане могла появиться огромная собака или разрастающаяся во всю баню лягушка).

### Функции колдуна
Функции колдуна универсальны: ему приписывается возможность воздействовать на все сферы жизни, нарушать и восстанавливать их равновесие, творить добро и зло с помощью магических действий и средств, влияющих на атмосферные явления, урожай, благополучие и здоровье людей, скота и т. п.. Считалось, что колдуны могут наводить порчу на людей и скот (по́рчельники), сеют раздоры между людьми, делают заломы в поле, губя урожай, насылают непогоду, мор и т. д.
В западнославянской традиции занятие колдовством отводится ведьме, а функции колдуна часто ограничены его профессиональной деятельностью (например колдовством на охоте, при пастушестве).

## Обращения к колдунам в России
К услугам колдунов, по данным Института социологии РАН, регулярно обращается 67 % гражданок России, при этом доля верующих среди граждан составляет 93 %. Порой под видом оказания услуг колдовства мошенники путём обмана похищают у доверчивых людей крупные суммы денег (см. внушение).
Психиатрия рассматривает регулярные посещения колдунов, экстрасенсов или астрологов как расстройство психической адаптации — магифренический синдром.

## В художественной литературе
- В конце XVIII — первой половине XIX века в России была популярна музыкальная комедия «Мельник — колдун, обманщик и сват», впервые поставленная в 1779 году по одноимённой пьесе А. О. Аблесимова (1772), сюжет которой, в свою очередь, был подсказан интермедией Ж. Ж. Руссо «Деревенский колдун» (фр. Le devin du village, 1752).
- Злой колдун Черномор и добрый волшебник Финн являются персонажами романтической поэмы А. С. Пушкина «Руслан и Людмила» (1818-1820), основанной на русском былинном эпосе.
- Образы колдунов, частично заимствованные из украинского народного фольклора, встречаются в сборнике Н. В. Гоголя «Вечера на хуторе близ Диканьки» (1831-1832), в частности, в повестях «Ночь перед Рождеством», «Вечер накануне Ивана Купала» и «Страшная месть».
- В рассказе О. М. Сомова «Оборотень» представлен образ классического деревенского колдуна Ермолая, имеющего способность оборачиваться волком.
- Колдуны-чаровники (пол. czarownicy) являются одними из центральных персонажей книги белорусско-польского писателя Яна Барщевского «Шляхтич Завальня, или Беларусь в фантастических рассказах» (1844-1846) — сборника фантастических произведений из жизни белорусской глубинки — Поозерья (Витебская губерния), написанного под влиянием местного народного фольклора.
- Одним из персонажей исторического романа М. Н. Загоскина «Юрий Милославский, или Русские в 1612 году» (1829) является деревенский колдун Кудимыч, помогающий партизанам-шишам.
- Русский писатель И. И. Лажечников в своём неоконченном романе в письмах «Колдун на Сухаревой башне» (1840) выводит в образе чернокнижника и колдуна известного деятеля петровской эпохи Я. В. Брюса.
- В историческом романе А. К. Толстого «Князь Серебряный» (1863) выведена колоритная фигура колдуна Давыдыча, который, с одной стороны, помогает опричнику князю Афанасию Вяземскому в его чёрных делах, а с другой, спасает от его преследований боярскую дочь Елену, и, в конечном итоге, кончает свою жизнь на костре. На формирование образа колдуна здесь несомненно повлияла как вышеназванная пьеса А. О. Аблесимова, так и народные предания, услышанные А. К. Толстым в детстве, проведенном в родовом селе Погорельцы Сосницкого уезда Черниговской губернии, отразившиеся также в рассказе «Семья вурдалака» и повести «Упырь».
- В романе П. И. Мельникова-Печерского «В лесах» (1874) заволжский лесоруб Артемий рассказывает легенду о казачьем атамане Стеньке Разине, который, перед тем как отправиться в «царство басурманское» освободить русских полонянников, обратился к знакомому колдуну, посоветовавшему ему отлить из золота стрелявшую золотыми ядрами пушку и передавшему особый заговор, или «вещбу».
- Колдун фигурирует в популярной в викторианской Англии оперетте Гилберта и Салливана «Чародей» (1877).
- Малороссийский деревенский колдун фигурирует в рассказе писателя Г. П. Данилевского «Мертвец-убийца» из сборника «Святочные вечера» (1879).
- Народные поверья и суеверия, связанные с колдунами, выведены в рассказе Н. С. Лескова «Пугало» (1885), в котором отразились воспоминания автора о детстве, проведенном на Орловщине.
- Духовно-религиозный кризис в России начала XX века и связанное с ним возрождение интереса к язычеству отразились в творчестве русских поэтов «Серебряного века», в частности, в стихотворениях Константина Бальмонта «Колдун», Марины Цветаевой «Добрый колдун», Зинаиды Гиппиус «Всё колдует, всё пророчит...», Сергея Городецкого «Колдунок» и др[17].
- Русские деревенские суеверия, связанные с колдунами, положены были в основу сюжета рассказа Михаила Зощенко «Колдун» (1924).
- Народные чешские легенды о колдунах легли в основу повести писателя и сценариста Альфреда Техника «Мельница на подземной воде», по мотивам которой известный режиссёр Франтишек Влачил снял свой фильм «Дьявольская западня» (1961).
- Колдуны и чародеи фигурируют во многих современных произведениях в жанре фэнтези, в частности, цикле о Земноморье Урсулы Ле Гуин, эпопее «Сага о Ведьмаке» Анджея Сапковского, серии романов Марии Семёновой о Волкодаве и др.